# Frodsham Castle

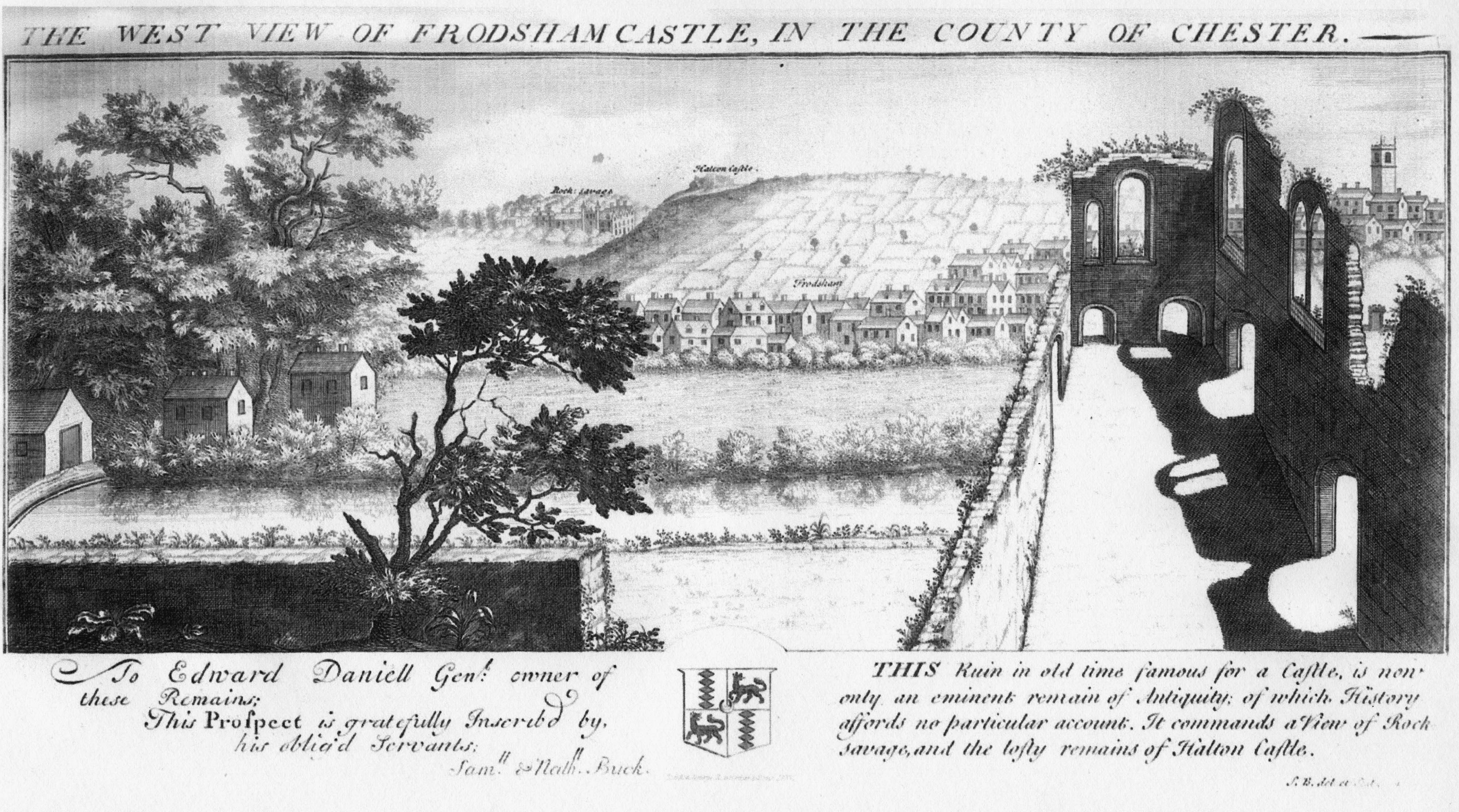
Ruine von Frodsham Castle im 18. Jahrhundert

Frodsham Castle ist eine abgegangene Hangburg im Markt Frodsham in der englischen Grafschaft Cheshire.
Anfangs diente sie militärischen Zwecken, dann diente sie als Herrenhaus und wurde schließlich zum Gefängnis. Nach ihrer Zerstörung im englischen Bürgerkrieg wurde sie durch das Landhaus Park Place ersetzt.

## Standort
Die Burg stand in Hanglage am Fuß des Overton Hill im Westteil des Marktes Frodsham über dem schmalen Durchgang zwischen der Frodsham Marsh und dem Hügel.

## Geschichte
Vermutlich wurde die Burg auf Geheiß von Hugh Lupus, dem Earl of Chester, um 1070 errichtet. Es handelte sich dabei möglicherweise um ein Holzgebäude, das im Laufe des 14. Jahrhunderts komplett einstürzte. Eine neue Burg wurde an derselben Stelle errichtet, in der der Vogt wohnte, der das Anwesen für den Burgherrn verwaltete, der üblicherweise der Earl of Chester oder der Landesherr war. Man denkt, das dieses Gebäude eher ein befestigtes Herrenhaus als eine echte Burg war, weil man nur Beweise für eine minimale Befestigung gefunden hat, aber kein Versuch, eine königliche Erlaubnis zur Befestigung des Hauses (engl.: „Licence to Crenellate“) zur erlangen, festgestellt werden konnte. Dennoch waren die Mauern „enorm dick“. Später wurde das Gebäude zum Gefängnis der Grundherrschaft.
Anfang des 17. Jahrhunderts erwarb Sir Thomas Savage die Grundherrschaft, die Lordschaft und die Burg von Frodsham von der Krone. Dies hatte vorher der Familie Frodsham gehört. Sir Thomas Savage starb 1635 und sein Sohn, John, der vier Jahre später den Titel eines Earl Rivers erbte, beerbte ihn. Im englischen Bürgerkrieg lebte John Savage im nahegelegenen Herrenhaus Rocksavage. Er war Royalist und sein Haus wurde durch parlamentaristische Truppen beschädigt. Er starb 1654 auf Frodsham Castle, aber noch während seine Leiche in der Burg aufgebahrt war, brannte diese nieder.
John Daniels aus Daresbury kaufte die Ruinen und verkaufte sie dann um 1750 weiter an Daniel Ashley, einen örtlichen Solicitor. Dessen Sohn, Robert Wainwright Ashley, ein Rechtsanwalt, ließ die Ruinen abreißen und ein neues Haus, Castle Park House, bauen. Teile der Fundamente der Burg bildeten die Keller des neuen Hauses.

## Heute
Auf dem Gelände steht heute das große Castle Park House, das von der Verwaltung von Cheshire West and Chester gemanagt wird.